# Avedøre Monarchs 2022
Questa voce raccoglie le informazioni riguardanti gli Avedøre Monarchs nelle competizioni ufficiali della stagione 2022.

## Danmarksserien 2022

### Stagione regolare
| Slagelse 21 maggio 2022, ore 14:00 5ª giornata | Slagelse Wolfpack /Amager Demons II | 0 – 50 (a tavolino) referto | Avedøre Monarchs | Nordhallen |

| Næstved 29 maggio 2022, ore 14:00 6ª giornata | Næstved Vikings | 54 – 0 referto | Avedøre Monarchs | SJSI Vikings |

| Hvidovre 11 giugno 2022, ore 14:00 8ª giornata | Avedøre Monarchs | 50 – 0 (a tavolino) referto | Slagelse Wolfpack/ Amager Demons II | Hvidovre Gymnasium |

| Herning 13 agosto 2022, ore 14:00 10ª giornata | Herning Hawks | 8 – 60 referto | Avedøre Monarchs | Herning Atletikstadion |

| Hvidovre 3 settembre 2022, ore 14:00 Recupero 1ª giornata | Avedøre Monarchs | 60 – 8 referto | Næstved Vikings | Hvidovre Gymnasium |

| Hvidovre 4 settembre 2022, ore 14:00 13ª giornata | Avedøre Monarchs | 50 – 0 (a tavolino) referto | Midwest Musketeers | Hvidovre Gymnasium |

### Playoff
| Vejle 11 settembre 2022, ore 14:00 Semifinale | Triangle Razorbacks II | 20 – 72 referto | Avedøre Monarchs | Kirkebakkehallen |

| Hvidovre 25 settembre 2022, ore 14:00 Elming Bowl | Avedøre Monarchs | 48 – 46 referto | Esbjerg Hurricanes | Hvidovre Gymnasium |

## Statistiche di squadra
| Competizione      | %Vittorie | In casa | In casa | In casa | In casa | In casa | In casa | In trasferta | In trasferta | In trasferta | In trasferta | In trasferta | In trasferta | Totale | Totale | Totale | Totale | Totale | Totale |
| Competizione      | %Vittorie | G       | V       | N       | P       | Pf      | Ps      | G            | V            | N            | P            | Pf           | Ps           | G      | V      | N      | P      | Pf     | Ps     |
| ----------------- | --------- | ------- | ------- | ------- | ------- | ------- | ------- | ------------ | ------------ | ------------ | ------------ | ------------ | ------------ | ------ | ------ | ------ | ------ | ------ | ------ |
| Stagione regolare | .833      | 3       | 3       | 0       | 0       | 160     | 8       | 3            | 2            | 0            | 1            | 110          | 62           | 6      | 5      | 0      | 1      | 270    | 70     |
| Playoff           | 1.000     | 1       | 1       | 0       | 0       | 48      | 46      | 1            | 1            | 0            | 0            | 72           | 20           | 2      | 2      | 0      | 0      | 120    | 66     |
| Totale            | .875      | 4       | 4       | 0       | 0       | 208     | 54      | 4            | 3            | 0            | 1            | 182          | 82           | 8      | 7      | 0      | 1      | 390    | 136    |